# Thore Skogman
Thore Skogman (født Elof Lars Tore Skogman, 9. marts 1931 i Hallstahammar, Västmanlands län, død 9. december 2007 på Gävle sygehus, Gävleborgs län) var en svensk sanger, komponist, tekstforfatter, skuespiller og musiker.
Skogman debuterede i en amatørrevy i Hallstahammars folkpark i 1950. Samtidigt begyndte han at skrive sange og tekster, som han sendte til  pladeselskaber i Stockholm. I 1953 blev sangen "Älgjakten" udgivet som den første. Senere fik han kontrakt med Southern Music, som i 1955 udgav Skogmans første plade: "Man måste vara om sej och kring sej" og "Maskerad". Den sommer debutererede Skogman sammen med sin kusine (May-Lis) i radio. I 1958 slog Skogman sig ned i Stockholm og begyndte at arbejde med PR for pladeselskabet Cupol.

## Diskografi (udvalg)
- 1959 – Fullträffar (innehöll Penninggaloppen, Storfiskarvalsen, m.fl.)
- 1965 – Thore Skogman i skivspåret
- 1967 – En sån strålande dag
- 1968 – Opp i varv
- 1970 – Hesa Fredrik och Pelle Propeller
- 1970 – The Old Skogman
- 1971 – Dans på Skogmans loge
- 1972 – Eva Bysing och Thore Skogman på Berns
- 1973 – Led milda ljus
- 1973 – Det glada Liseberg
- 1975 – Det ska gå med musik
- 1980 – Lätt operett
- 1985 – Skogmans jul
- 1991 – En evig sång
- 1997 – Hård-Rock med Thore Skogman
- 2001 – Ljudblommor

## Filmografi
- 1963 – Tre dar i buren
- 1964 – Tre dar på luffen
- 1965 – Pang i bygget
- 1967 – Hemma hos Thore
- 1967 – En sån strålande dag
- 1968 – Mannen som ikke kunne le

## Filmusik (udvalg)
- 1963 – Tre dar i buren
- 1964 – Tre dar på luffen
- 1965 – Pang i bygget
- 1967 – En sån strålande dag
- 1977 – 91:an och generalernas fnatt
- 2001 – Rundt om Rundrejsen 2001
- 2001 – Linie 3 – Rundrejsen 2001

## Kendte Skogman-sange
- Ensam jag är
- Surströmmingspolka
- Tiotusen röda rosor
- Du är en riktig klippare du
- Dra ända in i Hälsingland
- Penninggaloppen
- Storfiskarvalsen
- Pop opp i topp
- Fröken Fräken
- Twist till menuett
- Kalle Västman från Västmanland
- Min soliga dag
- Tänk om jag kunde spela dragspel som Calle Jularbo
- Gammal kärlek rostar aldrig
- Skinnrock från Malung
- Rött hår och glest mellan tänderna
- Plättlaggen
- Även bland törnen finns det rosor